# Lev Skvortsov
Lev Skvortsov (Astaná, 2 de febrero de 2000) es un futbolista kazajo que juega en la demarcación de defensa para el F. C. Aktobe de la Liga Premier de Kazajistán.

## Selección nacional
Tras jugar en varias categorías inferiores de la selección, finalmente hizo su debut con la selección de fútbol de Kazajistán en un partido de clasificación para la Eurocopa 2024 contra Dinamarca que finalizó con un resultado de 3-2 tras los goles de Baktiyar Zainutdinov, Askhat Tagybergen y Abat Aymbetov para Kazajistán, y un doblete de Rasmus Højlund para Dinamarca.

## Clubes
| Club                             | País       | Año       | Partidos | Goles |
| -------------------------------- | ---------- | --------- | -------- | ----- |
| F. C. Astana                     | Kazajistán | 2018-2020 | 3        | 0     |
| F. C. Atyrau (cedido)            | Kazajistán | 2020      | 0        | 0     |
| F. C. Astana                     | Kazajistán | 2020-2022 | 6        | 0     |
| F. C. Turan                      | Kazajistán | 2022-2023 | 24       | 0     |
| F. C. Khimki                     | Rusia      | 2023-2024 | 24       | 1     |
| F. C. Shinnik Yaroslavl (cedido) | Rusia      | 2024      | 17       | 0     |
| F. C. Aktobe (cedido)            | Kazajistán | 2025-     |          |       |